# Олесја Бабушкина
Олесја, Александровна Бабушкина (блр. Алеся Бабушкіна; Гомељ, СССР, 30. јануар 1989) је белоруска ритмичка гимнастичарка.
Највећи успех у каријери постигла је на Летњим олимпијским играма 2008. у Пекингу када је у екипној конкуренцији освојила бронзану медаљу. Поред ње у екипи су биле и Аластасија Иванкова, Зинаида Лунина, Ксенија Санкович, Глафира Мартинович, и Алина Тумилович
Чланица је клуба РТсФВК Минск из Минск, висока 1,70 м, а тешка 55 кг.